# فلاووگزانتین
فلاووگزانتین (انگلیسی: Flavoxanthin) نوعی پیگمان (رنگدانه) گزانتوفیلی با رنگ زرد-طلایی است که در مقادیر کم در بسیاری از گیاهان یافت میشود و در برخی کشورها به عنوان رنگ خوراکی با عدد ئی E161a  استفاده میشود.